# Susank
Susank – miasto położone w hrabstwie Barton.